# Pleasure Cove
Pour plus de détails, voir Fiche technique et Distribution.
Pleasure Cove est un téléfilm américain de Bruce Bilson, diffusé le 3 janvier 1979 sur le réseau NBC.

## Fiche technique
- Titre original : Pleasure Cove
- Réalisation : Bruce Bilson
- Scénario : Lou Shaw
- Direction artistique : Raymond Beal
- Photographie : Jack Whitman
- Montage : John Farrell, J. Terry Williams
- Musique : Perry Botkin Jr.
- Production : Mel Swope
  - Production déléguée : David Gerber
- Société(s) de production : Columbia Pictures Television, David Gerber Productions, Lou Shaw Productions
- Société(s) de distribution : NBC
- Pays d'origine : États-Unis
- Année : 1979
- Langue originale : anglais
- Format : couleur – 35 mm – 1,33:1 – mono
- Genre : comédie dramatique
- Durée : 100 minutes
- Dates de sortie : 
  -  États-Unis : 3 janvier 1979 sur NBC

## Distribution
- Tom Jones : Raymond Gordon
- Melody Anderson : Julie
- Constance Forslund : Kim Parker
- Jerry Lacy : Chip Garvey
- James Murtaugh : Henry Sinclair
- Ernest Harada : Osaki
- Joan Hackett : Martha Harrison
- Harry Guardino : Bert Harrison
- Shelley Fabares : Helen Perlmutter
- David Hasselhoff : Scott
- Ron Masak : Joe
- BarBara Luna[1] : Gayle Tyler
- Tanya Roberts : Sally
- Rhonda Bates : Zelda Golden
- Robert Emhardt : Fat Man at Bar
- David Ankrum : Jack
- Sandy Champion : Willard
- Wes Parker : Donald